# 邪道 (小説)
『邪道』（じゃどう）は、藤村紫による日本のライトノベル。イラストは沖麻実也が担当している。ビーボーイノベルズ（ビブロス）より1997年4月から1999年12月まで刊行された。その後、講談社X文庫ホワイトハート（講談社）より2004年9月から復刊が行われている。また、沖麻実也によるコミカライズ版も連載された。

## 主要登場人物
アシュレイ・ロー・ラ・ダイ
天界の南領の武将で第一王子で第一位王位継承者。頭に角がある。幼馴染のティアランディアの態度が変わったことにより無茶を繰り返すようになる。
ティアランディア・フェイ・ギ・エメロード
天界の頂点で、人間を導く役目を担う守護主天。通称ティア。アシュレイの友人だったが、ある時期を境にアシュレイに冷たい態度をとるようになる。
柢王（ていおう）
天界の東領の武将で第三王子。アシュレイとティアランディアの幼馴染で友人。
桂花（けいか）
柢王の側近かつ恋人の魔族の美青年。
阿修羅王（あしゅらおう）
南領の王でアシュレイとグラインダーズの父。アシュレイを心配している。
グラインダーズ・ロー・ラ・ダイ
アシュレイの姉。男嫌いだがアシュレイには理解を示す。

## 既刊一覧

### オリジナル版
- 藤村紫（著） / 沖麻実也（イラスト） 『邪道』 ビブロス〈ビーボーイノベルズ〉、全6巻
  1. 「無限抱擁」1997年4月発行、ISBN 4-88271-647-X
  2. 「濮上之音」1997年5月発行、ISBN 4-88271-648-8
  3. 「比翼連理 上」1997年7月発行、ISBN 4-88271-671-2
  4. 「比翼連理 下」1997年12月発行、ISBN 4-88271-744-1
  5. 「蒼弓王国 上」1999年8月発行、ISBN 4-88271-985-1
  6. 「蒼弓王国 中」1999年12月発行、ISBN 4-8352-1003-4

### 復刊
- 川原つばさ（著） / 沖麻実也（イラスト） 『邪道』 講談社〈講談社X文庫ホワイトハート〉、既刊10巻（2008年9月5日現在）
  1. 「無限抱擁（上）」2004年9月3日発売[1]、ISBN 4-06-255751-7
  2. 「無限抱擁（下）」2004年11月3日発売[2]、ISBN 4-06-255761-4
  3. 「天荒回廊」2005年2月6日発売[3]、ISBN 4-06-255781-9
  4. 「苦海芳魂」2005年8月3日発売[4]、ISBN 4-06-255822-X
  5. 「濮上之音」2005年12月28日発売[5]、ISBN 4-06-255849-1
  6. 「恋愛開花」2006年7月2日発売[6]、ISBN 4-06-255869-6
  7. 「比翼連理（上）」2006年12月3日発売[7]、ISBN 4-06-255908-0
  8. 「比翼連理（中）」2007年6月2日発売[8]、ISBN 978-4-06-255925-6
  9. 「比翼連理（下）」2007年12月28日発売[9]、ISBN 978-4-06-255999-7
  10. 「遠雷序章」2008年9月5日発売[10]、ISBN 978-4-06-286556-2

### 漫画
- 川原つばさ（原作） / 沖麻実也（作画） 『邪道』 角川書店〈あすかコミックスCL-DX〉、全6巻
  1. 「囁声（おと）のない帝国（くに）」2000年9月26日発売[11]、ISBN 4-04-853269-3
  2. 「無限抱擁Ⅰ」2001年5月30日発売[12]、ISBN 4-04-853368-1
  3. 「無限抱擁Ⅱ」2002年4月5日発売[13]、ISBN 4-04-853487-4
  4. 「石の余韻」2003年7月30日発売[14]、ISBN 4-04-853670-2
  5. 「ヴォー・ア・グレイの宝玉」2006年6月29日発売[15]、ISBN 4-04-853961-2
  6. 「君の懐・恋の雫」2008年2月28日発売[16]、ISBN 978-4-04-854143-5
- 川原つばさ（原作） / 沖麻実也（作画） 『邪道 番外編 天網夜譚』 角川書店〈あすかコミックスCL-DX〉、2002年6月27日発売[17]、ISBN 4-04-853343-6